# 谷衛弼
谷 衛弼（たに もりのり）は、丹波国山家藩の第12代藩主。

## 生涯
近江国膳所藩主・本多康禎の三男。
弘化2年（1845年）9月5日、養父の谷衛昉が隠居したため、跡を継いだ。同年9月15日、12代将軍・徳川家慶に拝謁した。同年12月16日、従五位下・播磨守に叙任した。
安政2年（1855年）11月25日に34歳で死去し、跡を正室の妹婿の衛滋が継いだ。

## 系譜
- 父：本多康禎（1787年 - 1848年）
- 母：不詳
- 養父：谷衛昉（1811年 - 1884年）
- 正室：鉚（谷衛昉の娘）
- 養子
  - 男子：谷衛滋（1817年 - 1875年） - 常陸国府中藩主（水戸徳川家連枝）松平頼説の五男
  - 女子：歌 - 谷衛滋正室（谷衛昉の娘）